# Světový pohár v alpském lyžování 2016/2017
Světový pohár v alpském lyžování 2016/2017 byl 51. ročník série vrcholných závodů v alpském lyžování organizovaný Mezinárodní lyžařskou federací. Premiérová sezóna Světového poháru se konala v roce 1967. Ročník začal během října 2016 tradičně v rakouském Söldenu, který hostil obří slalom jako úvodní závod sezóny poprvé v roce 2000. Vyvrcholení proběhlo ve druhé polovině března 2017 v coloradském Aspenu, jenž světové finále hostil poprvé. Do Severní Ameriky se závěrečné závody vrátily premiérově od roku 1997, kdy se finále konalo ve Vailu. Sérii přerušilo únorové Mistrovství světa 2017 ve Svatém Mořici.
Celkovými vítězi ročníku se stali Rakušan Marcel Hirscher a Američanka Mikaela Shiffrinová, která získala první velký křišťálový glóbus. Hirscher se šestým triumfem odpoutal od pěti výher Girardelliho a vytvořil nový mužský rekord Světového poháru. Vyrovnal také nejvyšší počet celkových triumfů krajanky Annemarie Moserové-Pröllové.
V lednu 2017 oficiálně ukončila kariéru držitelka velkého křišťálového glóbu Tina Mazeová, která absentovala již v ročníku 2016. Také dvojnásobný celkový šampion Bode Miller, neaktivní během dvou předchozích sezón, oznámil v závěru ročníku ukončení lyžařské kariéry.

## Přehled

### Muži
Pošesté v řadě se celkovým vítězem sezóny stal Rakušan Marcel Hirscher, čímž se ve statistikách odpoutal od pětinásobného lucemburského šampiona Marca Girardelliho. Vyrovnal tak absolutní rekord krajanky Annemarie Moserová-Pröllová ze 70. let dvacátého století, navíc bez přerušení. Jistotu obhajoby získal vítězným obřím slalolem v Kranjské Goře na počátku března 2017. Pět závodů před koncem tak disponoval nedostižitelným náskokem více než 500 bodů před dalšími v pořadí Jansrudem, Kristoffersenem a Pinturaultem. Čtyřicátou čtvrtou kariérní výhrou si rovněž zajistil čtvrtý malý křišťálový glóbus z obřího slalomu.
Mimoto Hirscher počtvrté ovládl hodnocení ve slalomu. Jistotu získal náskokem 110 bodů po odjetí předposledního slalomového závodu v Kranjské Goře, v němž obsadil čtvrté místo a jeho vyzyvatel Henrik Kristoffersen po chybě v první jízdě nepostoupil do druhého kola. Na konci sezóny Hirscher vlastnil čtrnáct křišťálových glóbů, čímž se po Stenmarkovi (19), Zurbriggenovi (16), Girardellim (15) a Maierovi (14) stal pátým mužem historie, jenž tohoto výkonu dosáhl.

### Ženy
Tradiční severoamerické dějiště technických disciplín zařazené do kalendáře na konec listopadu, coloradský Aspen, bylo nahrazeno novým střediskem, když Aspen poprvé získal pořadatelství závěrečného světového finále. Premiéru ve Světovém poháru tak zažil vermontský Killington. Na východní pobřeží Spojených států se závody série vrátily po čtvrt století. Naposledy se v této oblasti soutěžilo během března 1991 v newhampshirském Waterville Valley, respektive ve Vermontu během sezóny 1978 na sjezdovkách Stratton Mountain. Mikaela Shiffrinová zahájila během listopadu 2016 v killingtonském slalomu šňůru čtyř vyhraných ročníků. Premiéru v ženském seriálu měly rychlostní disciplíny v jihokorejském Čongsonu, jakožto přípravy na Zimní olympijské hry 2018. Oba závody vyhrála Italka Sofia Goggiová, která si připsala první dvě vítězství ve Světovém poháru.
Několik lyžařek světové špičky absentovalo kvůli zraněním. Dvojnásobná šampionka celkové klasifikace Anna Veithová a trojnásobná vítězka Lindsey Vonnová zmeškaly první polovinu sezóny pro nedoléčená zranění z předchozího ročníku. Obě se vrátily v polovině ledna 2017 a zúčastnily se únorového světového šampionátu. Nicméně Veithová opět vynechala konec seriálu, aby se zcela zotavila. Obhájkyně velkého křišťálového glóbu, Švýcarka Lara Gutová, si 10. února v tréninku před druhým kolem superkombinace na MS 2017 přetrhla přední zkřížený vaz v levém koleně a sezóna pro ni skončila.
Celkovou vítězkou sezóny se poprvé stala Mikaela Shiffrinová. Po Philu Mahreovi, Tamaře McKinneyové, Bodem Millerovi a Vonnové se stala pátým americkým lyžařem, jenž dokázal získat velký křišťálový glóbus. Počtvrté z pěti předchozích ročníků navíc vyhrála i konečné hodnocení slalomu a druhá skončila v obřím slalomu. V sezóně vyhrála nejvyšší počet devíti závodů bez rozdílu pohlaví. Ve 22 letech se stala nejmladší celkovou vítězkou od trofeje 21leté Janici Kostelićové v roce 2003.
Malý křišťálový glóbus za vítězství v superobřím slalomu připadl Lichtenštejnce Tině Weiratherové, která napodobila svého otce Hartiho Weirathera – držitele glóbu za sjezd 1981, matku Hanni Wenzelovovou – celkovou šampionku 1978 a 1980, a strýce Andrease Wenzela – celkového vítěze 1980. Poprvé tak křišťálové glóby ze Světového poháru vlastnily matka i dcera.

#### 2017: Sjezd a Super-G v Garmischi

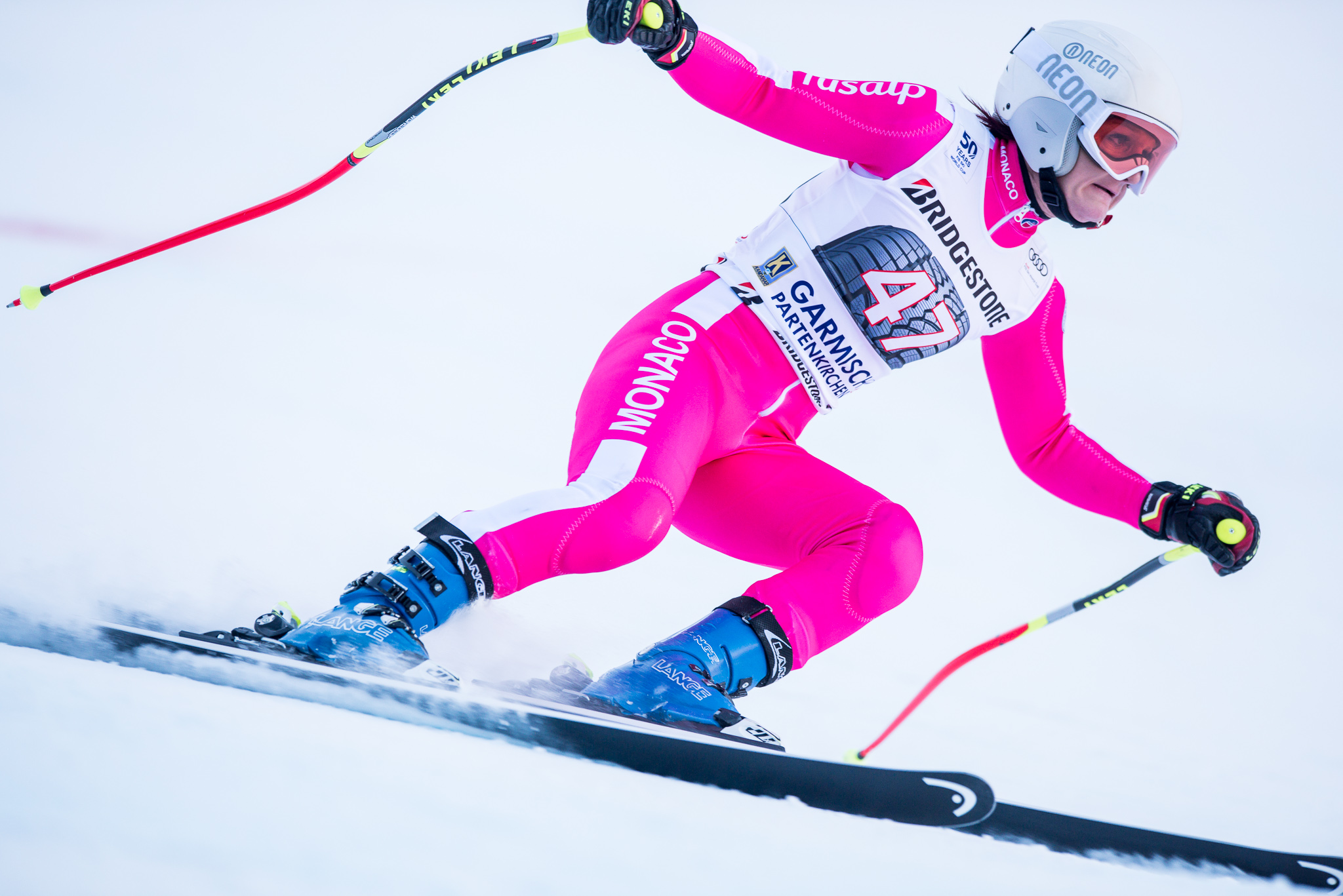
Alexandra Colettiová
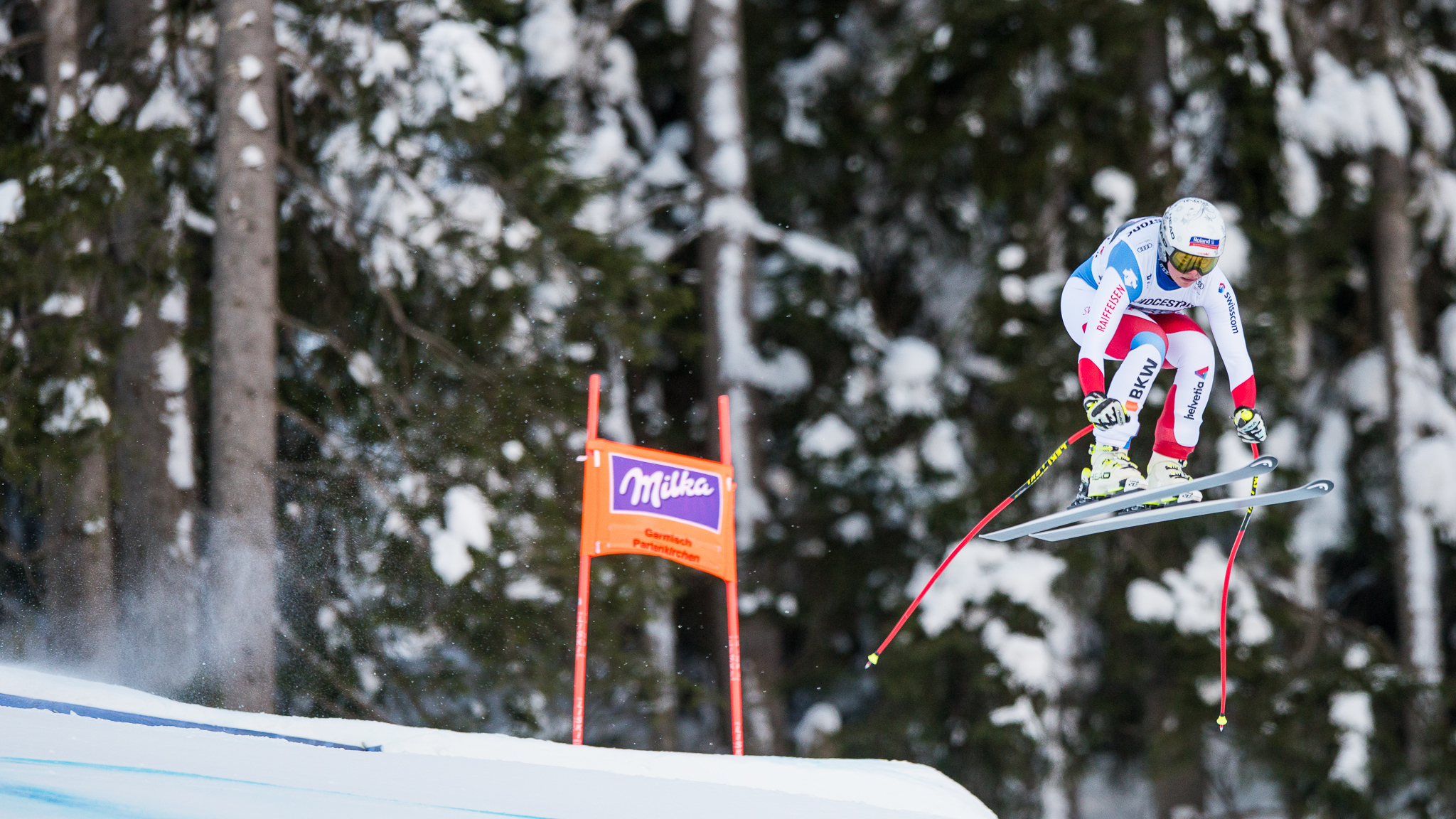
Corinne Suterová
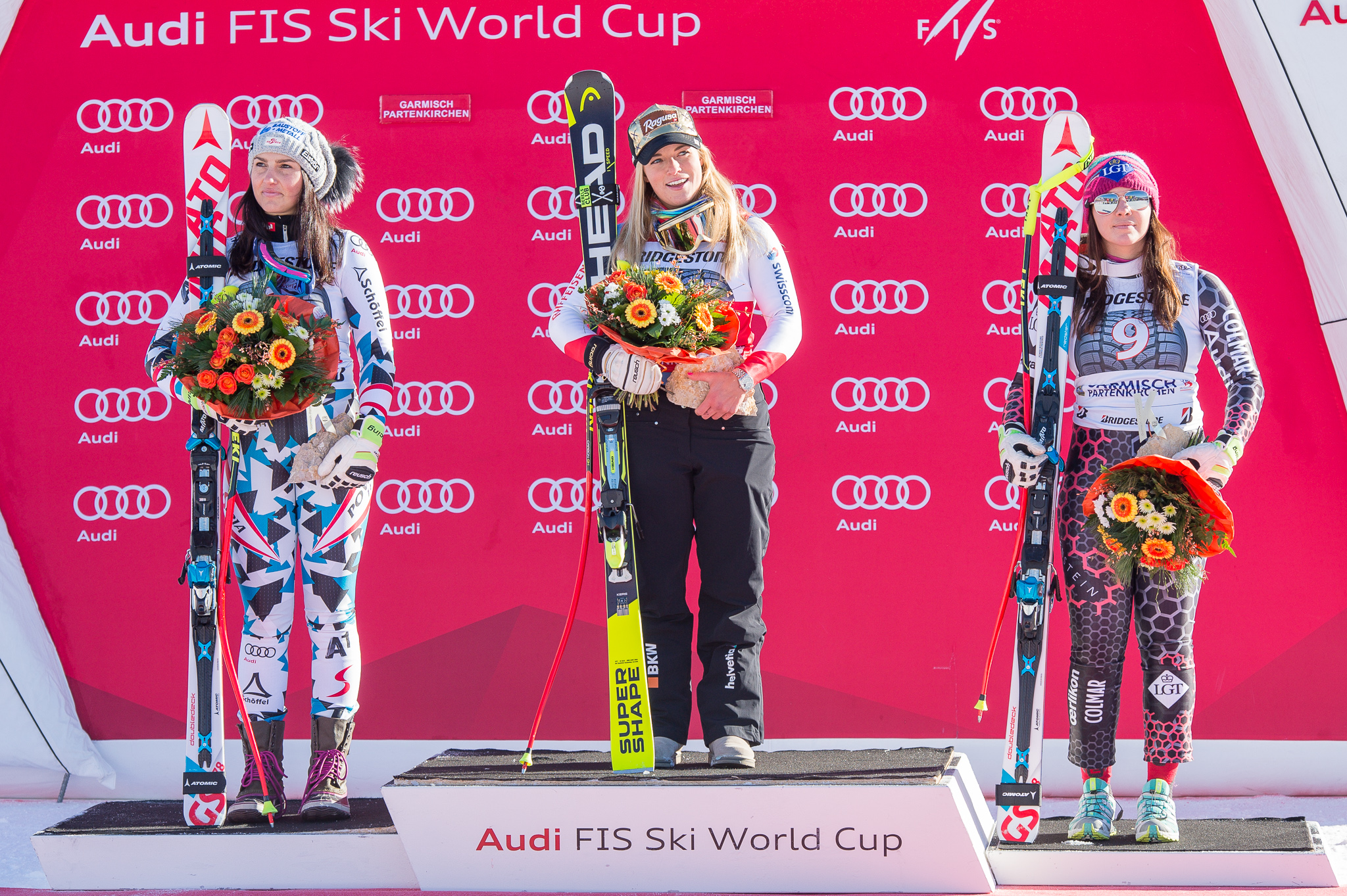
Stříbrná Venierová, zlatá Gutová a bronzová Weiratherová ze Super-G
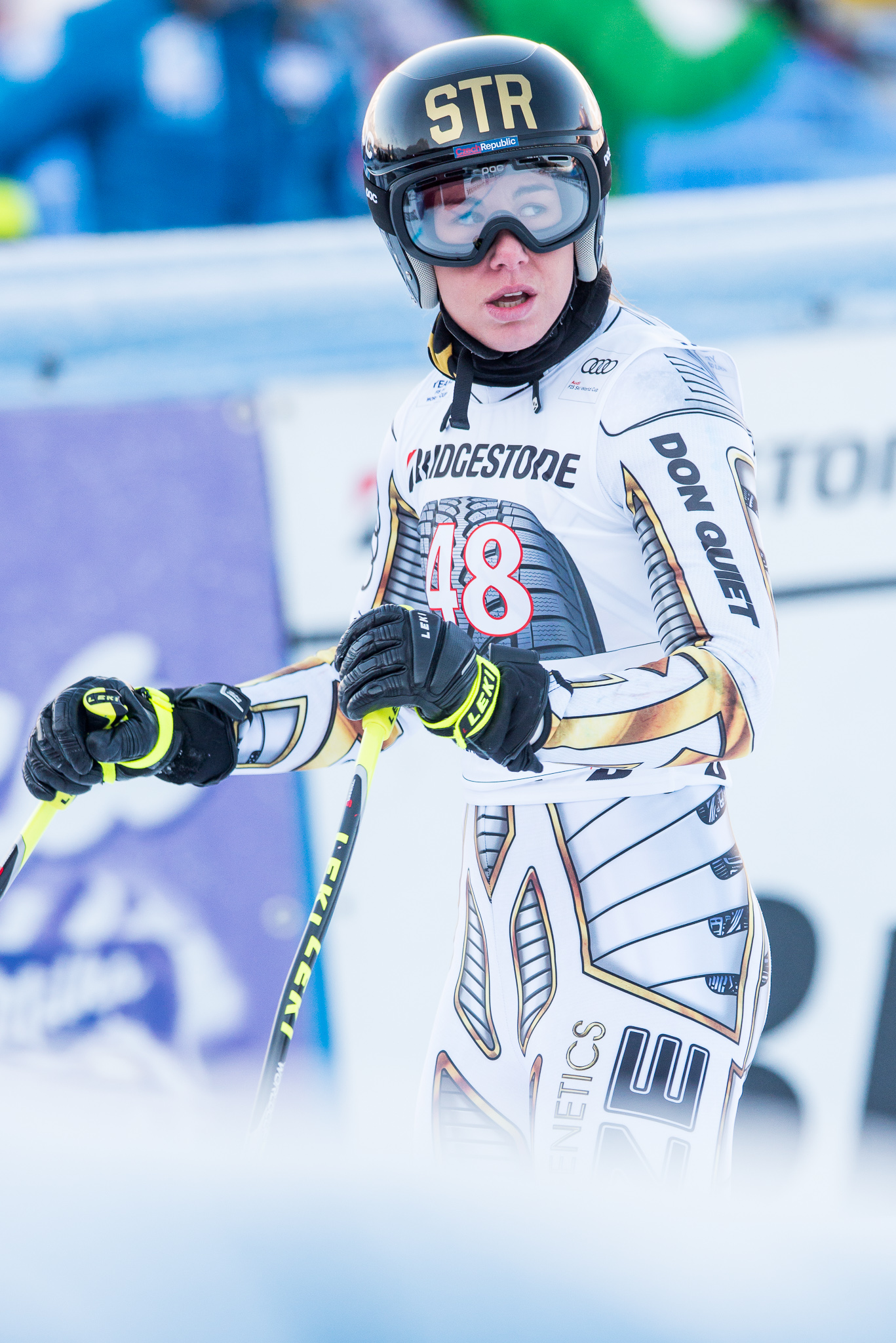
Ester Ledecká
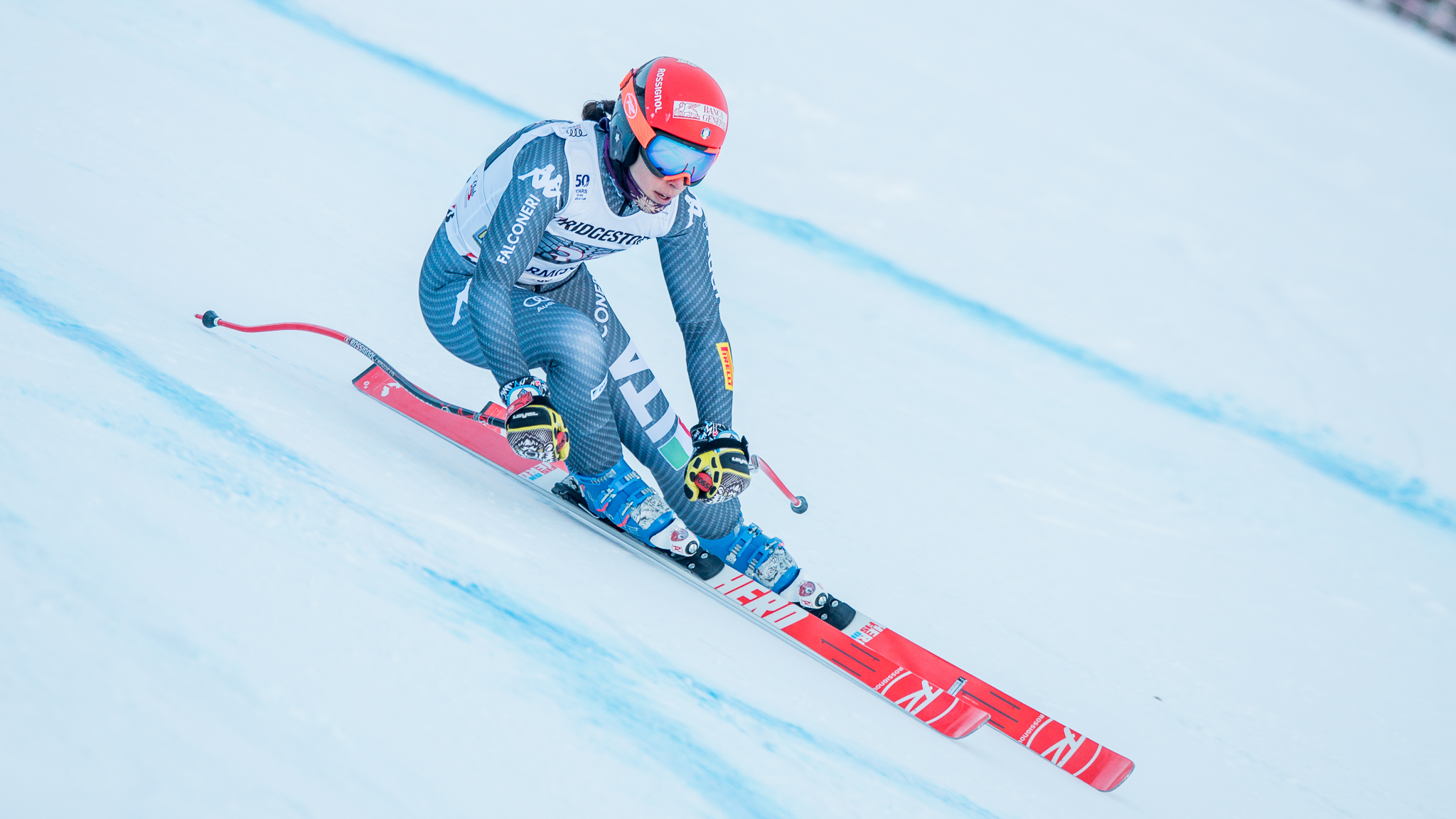
Federica Brignoneová

## Muži

### Kalendář
| 1637. | 1.           | 23. října 2016                                                                                          | Sölden                                                                                                  | OS 390                                                                                                  | Alexis Pinturault                                                                                       | Marcel Hirscher                                                                                  | Felix Neureuther                                                                                 | [ 19 ] [ 20 ]     |
| 1638. | 2.           | 13. listopadu 2016                                                                                      | Levi | SL 460                                                                                                  | Marcel Hirscher                                                                                         | Michael Matt                                                                                     | Manfred Mölgg                                                                                    | [ 22 ] [ 23 ]     |
| |              | 26. listopadu 2016                                                                                      | Lake Louise                                                                                             | SJ cnx                                                                                                  | teplé počasí a nedostatek sněhu ve spodní části tratě; přeloženo do Kvitfjellu na 24. února 2017        | teplé počasí a nedostatek sněhu ve spodní části tratě; přeloženo do Kvitfjellu na 24. února 2017 | teplé počasí a nedostatek sněhu ve spodní části tratě; přeloženo do Kvitfjellu na 24. února 2017 | [ 25 ]            |
| 27. listopadu 2016 | SG cnx       | teplé počasí a nedostatek sněhu ve spodní části tratě; přeloženo do Santa Cateriny na 27. prosince 2016 | teplé počasí a nedostatek sněhu ve spodní části tratě; přeloženo do Santa Cateriny na 27. prosince 2016 | teplé počasí a nedostatek sněhu ve spodní části tratě; přeloženo do Santa Cateriny na 27. prosince 2016 | teplé počasí a nedostatek sněhu ve spodní části tratě; přeloženo do Santa Cateriny na 27. prosince 2016 |                                                                                                  |                                                                                                  |                   |
| 2. prosince 2016 | Beaver Creek | SJ cnx                                                                                                  | teplé počasí a nedostatek sněhu; přeloženo do Val-d'Isère na 3. prosince 2016                           | teplé počasí a nedostatek sněhu; přeloženo do Val-d'Isère na 3. prosince 2016                           | teplé počasí a nedostatek sněhu; přeloženo do Val-d'Isère na 3. prosince 2016                           | [ 27 ]                                                                                           |                                                                                                  |                   |
| 3. prosince 2016 | Beaver Creek | SG cnx                                                                                                  | teplé počasí a nedostatek sněhu; přeloženo do Val-d'Isère na 2. prosince 2016                           | teplé počasí a nedostatek sněhu; přeloženo do Val-d'Isère na 2. prosince 2016                           | teplé počasí a nedostatek sněhu; přeloženo do Val-d'Isère na 2. prosince 2016                           | teplé počasí a nedostatek sněhu; přeloženo do Val-d'Isère na 2. prosince 2016                    |                                                                                                  |                   |
| 4. prosince 2016 | Beaver Creek | OS cnx                                                                                                  | teplé počasí a nedostatek sněhu; přeloženo do Val-d'Isère na 4. prosince 2016                           | teplé počasí a nedostatek sněhu; přeloženo do Val-d'Isère na 4. prosince 2016                           | teplé počasí a nedostatek sněhu; přeloženo do Val-d'Isère na 4. prosince 2016                           | teplé počasí a nedostatek sněhu; přeloženo do Val-d'Isère na 4. prosince 2016                    |                                                                                                  |                   |
| 1639. | 3.           | 2. prosince 2016                                                                                        | Val-d'Isère                                                                                             | SG 193                                                                                                  | Kjetil Jansrud                                                                                          | Aksel Lund Svindal                                                                               | Dominik Paris                                                                                    | [ 30 ] [ 31 ]     |
| 1640. | 4.           | 3. prosince 2016                                                                                        | Val-d'Isère                                                                                             | SJ 463                                                                                                  | Kjetil Jansrud                                                                                          | Peter Fill                                                                                       | Aksel Lund Svindal                                                                               | [ 32 ] [ 33 ]     |
| 1641. | 5.           | 4. prosince 2016                                                                                        | Val-d'Isère                                                                                             | OS 391                                                                                                  | Mathieu Faivre                                                                                          | Marcel Hirscher                                                                                  | Alexis Pinturault                                                                                | [ 34 ] [ 35 ]     |
| 1642. | 6.           | 10. prosince 2016                                                                                       | Val-d'Isère                                                                                             | OS 392                                                                                                  | Alexis Pinturault                                                                                       | Marcel Hirscher                                                                                  | Henrik Kristoffersen                                                                             | [ 36 ] [ 37 ]     |
| 1643. | 7.           | 11. prosince 2016                                                                                       | Val-d'Isère                                                                                             | SL 461                                                                                                  | Henrik Kristoffersen                                                                                    | Marcel Hirscher                                                                                  | Alexandr Chorošilov                                                                              | [ 38 ] [ 39 ]     |
| 1644. | 8.           | 16. prosince 2016                                                                                       | Val Gardena                                                                                             | SG 194                                                                                                  | Kjetil Jansrud                                                                                          | Aleksander Aamodt Kilde                                                                          | Erik Guay                                                                                        | [ 41 ] [ 42 ]     |
| 1645. | 9.           | 17. prosince 2016                                                                                       | Val Gardena                                                                                             | SJ 464                                                                                                  | Max Franz                                                                                               | Aksel Lund Svindal                                                                               | Steven Nyman                                                                                     | [ 43 ] [ 44 ]     |
| 1646. | 10.          | 18. prosince 2016                                                                                       | Alta Badia                                                                                              | OS 393                                                                                                  | Marcel Hirscher                                                                                         | Mathieu Faivre                                                                                   | Florian Eisath                                                                                   | [ 46 ] [ 47 ]     |
| 1647. | 11.          | 19. prosince 2016                                                                                       | Alta Badia                                                                                              | PG 002                                                                                                  | Cyprien Sarrazin                                                                                        | Carlo Janka                                                                                      | Kjetil Jansrud                                                                                   | [ 48 ] [ 49 ]     |
| 1648. | 12.          | 22. prosince 2016                                                                                       | Madonna di Campiglio                                                                                    | SL 462                                                                                                  | Henrik Kristoffersen                                                                                    | Marcel Hirscher                                                                                  | Stefano Gross                                                                                    | [ 51 ] [ 52 ]     |
| 1649. | 13.          | 27. prosince 2016                                                                                       | Santa Caterina                                                                                          | SG 195                                                                                                  | Kjetil Jansrud                                                                                          | Hannes Reichelt                                                                                  | Dominik Paris                                                                                    | [ 55 ] [ 56 ]     |
| |              | 28. prosince 2016                                                                                       | Santa Caterina                                                                                          | SJ cnx                                                                                                  | silný vítr                                                                                              | silný vítr                                                                                       | silný vítr                                                                                       | [ 57 ]            |
| 1650. | 14.          | 29. prosince 2016                                                                                       | Santa Caterina                                                                                          | SK 126                                                                                                  | Alexis Pinturault                                                                                       | Marcel Hirscher                                                                                  | Aleksander Aamodt Kilde                                                                          | [ 58 ] [ 59 ]     |
| 1651. | 15.          | 5. ledna 2017                                                                                           | Záhřeb                                                                                                  | SL 463                                                                                                  | Manfred Mölgg                                                                                           | Felix Neureuther                                                                                 | Henrik Kristoffersen                                                                             | [ 61 ] [ 62 ]     |
| 1652. | 16.          | 7. ledna 2017                                                                                           | Adelboden                                                                                               | OS 394                                                                                                  | Alexis Pinturault                                                                                       | Marcel Hirscher                                                                                  | Philipp Schörghofer                                                                              | [ 64 ] [ 65 ]     |
| 1653. | 17.          | 8. ledna 2017                                                                                           | Adelboden                                                                                               | SL 464                                                                                                  | Henrik Kristoffersen                                                                                    | Manfred Mölgg                                                                                    | Marcel Hirscher                                                                                  | [ 66 ] [ 67 ]     |
| 1654. | 18.          | 13. ledna 2017                                                                                          | Wengen                                                                                                  | SK 127                                                                                                  | Niels Hintermann                                                                                        | Maxence Muzaton                                                                                  | Frederic Berthold                                                                                | [ 71 ] [ 72 ]     |
| |              | 14. ledna 2017                                                                                          | Wengen                                                                                                  | SJ cnx                                                                                                  | velká sněhová nadílka; přeloženo do Garmische na 27. ledna 2017                                         | velká sněhová nadílka; přeloženo do Garmische na 27. ledna 2017                                  | velká sněhová nadílka; přeloženo do Garmische na 27. ledna 2017                                  | [ 73 ]            |
| 1655. | 19.          | 15. ledna 2017                                                                                          | Wengen                                                                                                  | SL 465                                                                                                  | Henrik Kristoffersen                                                                                    | Marcel Hirscher                                                                                  | Felix Neureuther                                                                                 | [ 74 ]            |
| 1656. | 20.          | 20. ledna 2017                                                                                          | Kitzbühel                                                                                               | SG 196                                                                                                  | Matthias Mayer                                                                                          | Christof Innerhofer                                                                              | Beat Feuz                                                                                        | [ 76 ]            |
| 1657. | 21.          | 21. ledna 2017                                                                                          | Kitzbühel                                                                                               | SJ 465                                                                                                  | Dominik Paris                                                                                           | Valentin Giraud Moine                                                                            | Johan Clarey                                                                                     | [ 77 ]            |
| 1658. | 22.          | 22. ledna 2017                                                                                          | Kitzbühel                                                                                               | SL 466                                                                                                  | Marcel Hirscher                                                                                         | Dave Ryding                                                                                      | Alexandr Chorošilov                                                                              | [ 78 ]            |
| 1659. | 23.          | 24. ledna 2017                                                                                          | Schladming                                                                                              | SL 467                                                                                                  | Henrik Kristoffersen                                                                                    | Marcel Hirscher                                                                                  | Alexandr Chorošilov                                                                              | [ 80 ]            |
| 1660. | 24.          | 27. ledna 2017                                                                                          | Garmisch                                                                                                | SJ 466                                                                                                  | Travis Ganong                                                                                           | Kjetil Jansrud                                                                                   | Peter Fill                                                                                       | [ 82 ]            |
| 1661. | 25.          | 28. ledna 2017                                                                                          | Garmisch                                                                                                | SJ 467                                                                                                  | Hannes Reichelt                                                                                         | Peter Fill                                                                                       | Beat Feuz                                                                                        | [ 83 ]            |
| 1662. | 26.          | 29. ledna 2017                                                                                          | Garmisch                                                                                                | OS 395                                                                                                  | Marcel Hirscher                                                                                         | Matts Olsson                                                                                     | Stefan Luitz                                                                                     | [ 84 ]            |
| 1663. | 27.          | 31. ledna 2017                                                                                          | Stockholm                                                                                               | MZ 006                                                                                                  | Linus Straßer                                                                                           | Alexis Pinturault                                                                                | Mattias Hargin                                                                                   | [ 86 ]            |
| |              | 6.–19. února 2017                                                                                       | Svatý Mořic                                                                                             | Mistrovství světa                                                                                       | Mistrovství světa                                                                                       | Mistrovství světa                                                                                | Mistrovství světa                                                                                | Mistrovství světa |
| 1664. | 28.          | 24. února 2017                                                                                          | Kvitfjell                                                                                               | SJ 468                                                                                                  | Boštjan Kline                                                                                           | Matthias Mayer                                                                                   | Kjetil Jansrud                                                                                   | [ 89 ]            |
| 1665. | 29.          | 25. února 2017                                                                                          | Kvitfjell                                                                                               | SJ 469                                                                                                  | Kjetil Jansrud                                                                                          | Peter Fill                                                                                       | Beat Feuz                                                                                        | [ 90 ]            |
| 1666. | 30.          | 26. února 2017                                                                                          | Kvitfjell                                                                                               | SG 197                                                                                                  | Peter Fill                                                                                              | Hannes Reichelt                                                                                  | Erik Guay                                                                                        | [ 91 ]            |
| 1667. | 31.          | 4. března 2017                                                                                          | Kranjska Gora                                                                                           | OS 396                                                                                                  | Marcel Hirscher                                                                                         | Leif Kristian Haugen                                                                             | Matts Olsson                                                                                     | [ 93 ]            |
| 1668. | 32.          | 5. března 2017                                                                                          | Kranjska Gora                                                                                           | SL 468                                                                                                  | Michael Matt                                                                                            | Stefano Gross                                                                                    | Felix Neureuther                                                                                 | [ 94 ]            |
| Finále Světového poháru |              | | | | |                                                                                                  |                                                                                                  |                   |
| 1669. | 33.          | 15. března 2017                                                                                         | Aspen                                                                                                   | SJ 470                                                                                                  | Dominik Paris                                                                                           | Peter Fill                                                                                       | Carlo Janka                                                                                      | [ 96 ]            |
| 1670. | 34.          | 16. března 2017                                                                                         | Aspen                                                                                                   | SG 198                                                                                                  | Hannes Reichelt                                                                                         | Dominik Paris                                                                                    | Mauro Caviezel Aleksander Aamodt Kilde                                                           | [ 97 ]            |
| 1671. | 35.          | 18. března 2017                                                                                         | Aspen                                                                                                   | OS 397                                                                                                  | Marcel Hirscher                                                                                         | Felix Neureuther                                                                                 | Mathieu Faivre                                                                                   | [ 98 ]            |
| 1672. | 36.          | 19. března 2017                                                                                         | Aspen                                                                                                   | SL 469                                                                                                  | André Myhrer                                                                                            | Felix Neureuther                                                                                 | Michael Matt                                                                                     | [ 99 ]            |
| Legenda |              | | | | |                                                                                                  |                                                                                                  |                   |
| SJ – sjezd, SL – slalom, OS – obří slalom, SG – Super-G, SK – superkombinace, MZ – městský závod (paralelní), PG – paralelní obří slalom |              | | | | |                                                                                                  |                                                                                                  |                   |

### Konečné pořadí
| Poř. | po 36 závodech       | body |
| ---- | -------------------- | ---- |
| 1.   | Marcel Hirscher      | 1599 |
| 2.   | Kjetil Jansrud       | 924  |
| 3.   | Henrik Kristoffersen | 903  |
| 4.   | Alexis Pinturault    | 875  |
| 5.   | Felix Neureuther     | 790  |

| Poř. | po 8 závodech  | body |
| ---- | -------------- | ---- |
| 1.   | Peter Fill     | 454  |
| 2.   | Kjetil Jansrud | 431  |
| 3.   | Dominik Paris  | 371  |
| 4.   | Beat Feuz      | 259  |
| 5.   | Erik Guay      | 255  |

| Poř. | po 6 závodech           | body |
| ---- | ----------------------- | ---- |
| 1.   | Kjetil Jansrud          | 394  |
| 2.   | Hannes Reichelt         | 303  |
| 3.   | Aleksander Aamodt Kilde | 299  |
| 4.   | Dominik Paris           | 277  |
| 5.   | Peter Fill              | 226  |

| Poř. | po 9 závodech        | body |
| ---- | -------------------- | ---- |
| 1.   | Marcel Hirscher      | 733  |
| 2.   | Mathieu Faivre       | 440  |
| 3.   | Alexis Pinturault    | 439  |
| 4.   | Felix Neureuther     | 370  |
| 5.   | Henrik Kristoffersen | 328  |

| Poř. | po 11 závodech       | body |
| ---- | -------------------- | ---- |
| 1.   | Marcel Hirscher      | 735  |
| 2.   | Henrik Kristoffersen | 575  |
| 3.   | Manfred Mölgg        | 476  |
| 4.   | Felix Neureuther     | 420  |
| 5.   | Michael Matt         | 382  |

| Poř. | po 2 závodech           | body |
| ---- | ----------------------- | ---- |
| 1.   | Alexis Pinturault       | 111  |
| 2.   | Niels Hintermann        | 100  |
| 3.   | Aleksander Aamodt Kilde | 92   |
| 4.   | Justin Murisier         | 86   |
| 5.   | Marcel Hirscher         | 80   |
| 5.   | Maxence Muzaton         | 80   |

## Ženy

### Kalendář
| 1527. | 1.  | 22. října 2016     | Sölden                | OS 388            | Lara Gutová                                                                             | Mikaela Shiffrinová                                                                     | Marta Bassinová                                                                         | [ 100 ] [ 101 ]                          |
| 1528. | 2.  | 12. listopadu 2016 | Levi                  | SL 437            | Mikaela Shiffrinová                                                                     | Wendy Holdenerová                                                                       | Petra Vlhová                                                                            | [ 102 ] [ 103 ]                          |
| 1529. | 3.  | 26. listopadu 2016 | Killington            | OS 389            | Tessa Worleyová                                                                         | Nina Løsethová                                                                          | Sofia Goggiová                                                                          | [ 107 ]                                  |
| 1530. | 4.  | 27. listopadu 2016 | Killington            | SL 438            | Mikaela Shiffrinová                                                                     | Veronika Velez Zuzulová                                                                 | Wendy Holdenerová                                                                       | [ 108 ]                                  |
| 1531. | 5.  | 2. prosince 2016   | Lake Louise           | SJ 386            | Ilka Štuhecová                                                                          | Sofia Goggiová                                                                          | Kajsa Klingová                                                                          | [ 109 ]                                  |
| 1532. | 6.  | 3. prosince 2016   | Lake Louise           | SJ 387            | Ilka Štuhecová                                                                          | Lara Gutová                                                                             | Edit Miklósová                                                                          | [ 110 ]                                  |
| 1533. | 7.  | 4. prosince 2016   | Lake Louise           | SG 212            | Lara Gutová                                                                             | Tina Weiratherová                                                                       | Sofia Goggiová                                                                          | [ 111 ]                                  |
| 1534. | 8.  | 10. prosince 2016  | Sestriere             | OS 390            | Tessa Worleyová                                                                         | Sofia Goggiová                                                                          | Lara Gutová                                                                             | [ 115 ]                                  |
| 1535. | 9.  | 11. prosince 2016  | Sestriere             | SL 439            | Mikaela Shiffrinová                                                                     | Veronika Velez Zuzulová                                                                 | Wendy Holdenerová                                                                       | [ 116 ]                                  |
| 1536. | 10. | 16. prosince 2016  | Val-d'Isère           | SK 099            | Ilka Štuhecová                                                                          | Michelle Gisinová                                                                       | Sofia Goggiová                                                                          | [ 118 ]                                  |
| 1537. | 11. | 17. prosince 2016  | Val-d'Isère           | SJ 388            | Ilka Štuhecová                                                                          | Cornelia Hütterová                                                                      | Sofia Goggiová                                                                          | [ 119 ]                                  |
| 1538. | 12. | 18. prosince 2016  | Val-d'Isère           | SG 213            | Lara Gutová                                                                             | Tina Weiratherová                                                                       | Elena Curtoniová                                                                        | [ 120 ]                                  |
| |     | 20. prosince 2016  | Courchevel            | OS cnx            | závod ukončen pro silný vítr; přesunuto do Semmeringu na 27. prosince 2016              | závod ukončen pro silný vítr; přesunuto do Semmeringu na 27. prosince 2016              | závod ukončen pro silný vítr; přesunuto do Semmeringu na 27. prosince 2016              | [ 122 ]                                  |
| 1539. | 13. | 27. prosince 2016  | Semmering             | OS 391            | Mikaela Shiffrinová                                                                     | Tessa Worleyová                                                                         | Manuela Mölggová                                                                        | [ 125 ]                                  |
| 1540. | 14. | 28. prosince 2016  | Semmering             | OS 392            | Mikaela Shiffrinová                                                                     | Tessa Worleyová                                                                         | Viktoria Rebensburgová                                                                  | [ 126 ]                                  |
| 1541. | 15. | 29. prosince 2016  | Semmering             | SL 440            | Mikaela Shiffrinová                                                                     | Veronika Velez Zuzulová                                                                 | Wendy Holdenerová                                                                       | [ 127 ]                                  |
| 1542. | 16. | 3. ledna 2017      | Záhřeb                | SL 441            | Veronika Velez Zuzulová                                                                 | Petra Vlhová                                                                            | Šárka Strachová                                                                         | [ 128 ]                                  |
| 1543. | 17. | 7. ledna 2017      | Maribor               | OS 393            | Tessa Worleyová                                                                         | Sofia Goggiová                                                                          | Lara Gutová                                                                             | [ 130 ]                                  |
| 1544. | 18. | 8. ledna 2017      | Maribor               | SL 442            | Mikaela Shiffrinová                                                                     | Wendy Holdenerová                                                                       | Frida Hansdotterová                                                                     | [ 131 ]                                  |
| 1545. | 19. | 10. ledna 2017     | Flachau               | SL 443            | Frida Hansdotterová                                                                     | Nina Løsethová                                                                          | Wendy Holdenerová Mikaela Shiffrinová                                                   | [ 133 ] [ 134 ]                          |
| |     | 14. ledna 2017     | Altenmarkt-Zauchensee | SJ cnx            | přesunuto v Zauchensee na 15. ledna 2017                                                | přesunuto v Zauchensee na 15. ledna 2017                                                | přesunuto v Zauchensee na 15. ledna 2017                                                | přesunuto v Zauchensee na 15. ledna 2017 |
| 1546. | 20. | 15. ledna 2017     | Altenmarkt-Zauchensee | SJ 389            | Christine Scheyerová                                                                    | Tina Weiratherová                                                                       | Jacqueline Wilesová                                                                     | [ 136 ]                                  |
| |     | 15. ledna 2017     | Altenmarkt-Zauchensee | SK cnx            | neodjeto kvůli programu odloženého sjezdu; přesunuto do Crans-Montany na 24. února 2017 | neodjeto kvůli programu odloženého sjezdu; přesunuto do Crans-Montany na 24. února 2017 | neodjeto kvůli programu odloženého sjezdu; přesunuto do Crans-Montany na 24. února 2017 | [ 137 ]                                  |
| 1547. | 21. | 21. ledna 2017     | Garmisch              | SJ 390            | Lindsey Vonnová                                                                         | Lara Gutová                                                                             | Viktoria Rebensburgová                                                                  | [ 138 ]                                  |
| 1548. | 22. | 22. ledna 2017     | Garmisch              | SG 214            | Lara Gutová                                                                             | Stephanie Venierová                                                                     | Tina Weiratherová                                                                       | [ 139 ]                                  |
| 1549. | 23. | 24. ledna 2017     | Kronplatz             | OS 394            | Federica Brignoneová                                                                    | Tessa Worleyová                                                                         | Marta Bassinová                                                                         | [ 141 ]                                  |
| 1550. | 24. | 28. ledna 2017     | Cortina d'Ampezzo     | SJ 391            | Lara Gutová                                                                             | Sofia Goggiová                                                                          | Ilka Štuhecová                                                                          | [ 143 ]                                  |
| 1551. | 25. | 29. ledna 2017     | Cortina d'Ampezzo     | SG 215            | Ilka Štuhecová                                                                          | Sofia Goggiová                                                                          | Anna Veithová                                                                           | [ 144 ]                                  |
| 1552. | 26. | 31. ledna 2017     | Stockholm             | MZ 006            | Mikaela Shiffrinová                                                                     | Veronika Velez Zuzulová                                                                 | Nina Løsethová                                                                          | [ 145 ]                                  |
| |     | 6.–19. února 2017  | Svatý Mořic           | Mistrovství světa | Mistrovství světa                                                                       | Mistrovství světa                                                                       | Mistrovství světa                                                                       | Mistrovství světa                        |
| 1553. | 27. | 24. února 2017     | Crans-Montana         | SK 100            | Federica Brignoneová                                                                    | Ilka Štuhecová                                                                          | Michaela Kirchgasserová                                                                 | [ 147 ]                                  |
| 1554. | 28. | 25. února 2017     | Crans-Montana         | SG 216            | Ilka Štuhecová                                                                          | Elena Curtoniová                                                                        | Stephanie Venierová                                                                     | [ 148 ]                                  |
| 1555. | 29. | 26. února 2017     | Crans-Montana         | SK 101            | Mikaela Shiffrinová                                                                     | Federica Brignoneová                                                                    | Ilka Štuhecová                                                                          | [ 149 ]                                  |
| 1556. | 30. | 4. března 2017     | Čongson               | SJ 392            | Sofia Goggiová                                                                          | Lindsey Vonnová                                                                         | Ilka Štuhecová                                                                          | [ 151 ]                                  |
| 1557. | 31. | 5. března 2017     | Čongson               | SG 217            | Sofia Goggiová                                                                          | Lindsey Vonnová                                                                         | Ilka Štuhecová                                                                          | [ 152 ]                                  |
| 1558. | 32. | 10. března 2017    | Squaw Valley          | OS 395            | Mikaela Shiffrinová                                                                     | Federica Brignoneová                                                                    | Tessa Worleyová                                                                         | [ 155 ]                                  |
| 1559. | 33. | 11. března 2017    | Squaw Valley          | SL 444            | Mikaela Shiffrinová                                                                     | Šárka Strachová                                                                         | Bernadette Schildová                                                                    | [ 156 ]                                  |
| Finále Světového poháru                                                                                      |     |                    |                       |                   |                                                                                         |                                                                                         |                                                                                         |                                          |
| 1560. | 34. | 15. března 2017    | Aspen                 | SJ 393            | Ilka Štuhecová                                                                          | Lindsey Vonnová                                                                         | Sofia Goggiová                                                                          | [ 157 ]                                  |
| 1561. | 35. | 16. března 2017    | Aspen                 | SG 218            | Tina Weiratherová                                                                       | Ilka Štuhecová                                                                          | Federica Brignoneová                                                                    | [ 158 ]                                  |
| 1562. | 36. | 18. března 2017    | Aspen                 | SL 445            | Petra Vlhová                                                                            | Mikaela Shiffrinová                                                                     | Frida Hansdotterová                                                                     | [ 159 ]                                  |
| 1563. | 37. | 19. března 2017    | Aspen                 | OS 396            | Federica Brignoneová                                                                    | Sofia Goggiová                                                                          | Marta Bassinová                                                                         | [ 160 ]                                  |
| Legenda |     |                    |                       |                   |                                                                                         |                                                                                         |                                                                                         |                                          |
| SJ – sjezd, SL – slalom, OS – obří slalom, SG – Super-G, SK – superkombinace, MZ – městský závod (paralelní) |     |                    |                       |                   |                                                                                         |                                                                                         |                                                                                         |                                          |

### Konečné pořadí
| Poř. | po 37 závodech       | body |
| ---- | -------------------- | ---- |
| 1.   | Mikaela Shiffrinová  | 1643 |
| 2.   | Ilka Štuhecová       | 1325 |
| 3.   | Sofia Goggiová       | 1197 |
| 4.   | Lara Gutová          | 1023 |
| 5.   | Federica Brignoneová | 895  |

| Poř. | po 8 závodech     | body |
| ---- | ----------------- | ---- |
| 1.   | Ilka Štuhecová    | 597  |
| 2.   | Sofia Goggiová    | 460  |
| 3.   | Lara Gutová       | 360  |
| 4.   | Lindsey Vonnová   | 280  |
| 5.   | Tina Weiratherová | 256  |

| Poř. | po 7 závodech       | body |
| ---- | ------------------- | ---- |
| 1.   | Tina Weiratherová   | 435  |
| 2.   | Ilka Štuhecová      | 430  |
| 3.   | Lara Gutová         | 300  |
| 4.   | Elena Curtoniová    | 271  |
| 5.   | Stephanie Venierová | 255  |

| Poř. | po 9 závodech        | body |
| ---- | -------------------- | ---- |
| 1.   | Tessa Worleyová      | 685  |
| 2.   | Mikaela Shiffrinová  | 600  |
| 3.   | Sofia Goggiová       | 405  |
| 4.   | Federica Brignoneová | 370  |
| 5.   | Lara Gutová          | 360  |

| Poř. | po 10 závodech          | body |
| ---- | ----------------------- | ---- |
| 1.   | Mikaela Shiffrinová     | 840  |
| 2.   | Veronika Velez Zuzulová | 565  |
| 3.   | Wendy Holdenerová       | 455  |
| 4.   | Frida Hansdotterová     | 432  |
| 5.   | Petra Vlhová            | 411  |

| Poř. | po 3 závodech           | body |
| ---- | ----------------------- | ---- |
| 1.   | Ilka Štuhecová          | 240  |
| 2.   | Federica Brignoneová    | 220  |
| 3.   | Wendy Holdenerová       | 140  |
| 4.   | Michaela Kirchgasserová | 105  |
| 5.   | Michelle Gisinová       | 104  |

### Týmová soutěž

#### Kalendář
| Finále Světového poháru    |    |                 |       |        | | | |         |
| 12.                        | 1. | 17. března 2017 | Aspen | PG 009 | ŠvédskoFrida Hansdotterová Maria Pietiläová Holmnerová Emelie Wikströmová Mattias Hargin André Myhrer Matts Olsson | NěmeckoLena Dürrová Christina Geigerová Marina Wallnerová Stefan Luitz Felix Neureuther Linus Straßer | FrancieAdeline Baudová Mugnierová Coralie Frasseová Sombetová Jean-Baptiste Grange Julien Lizeroux Cyprien Sarrazin | [ 161 ] |
| Legenda                    |    |                 |       |        | | | |         |
| PG – paralelní obří slalom |    |                 |       |        | | | |         |

## Pohár národů
| Poř. | po 74 závodech | body |
| ---- | -------------- | ---- |
| 1.   | Rakousko       | 8966 |
| 2.   | Itálie         | 8407 |
| 3.   | Švýcarsko      | 6292 |
| 4.   | Francie        | 5285 |
| 5.   | Norsko         | 4932 |

| Poř. | po 36 závodech | body |
| ---- | -------------- | ---- |
| 1.   | Rakousko       | 5048 |
| 2.   | Francie        | 3668 |
| 3.   | Norsko         | 3589 |
| 4.   | Itálie         | 3496 |
| 5.   | Švýcarsko      | 2738 |

| Poř. | po 37 závodech | body |
| ---- | -------------- | ---- |
| 1.   | Itálie         | 4911 |
| 2.   | Rakousko       | 3918 |
| 3.   | Švýcarsko      | 3554 |
| 4.   | USA            | 3082 |
| 5.   | Slovinsko      | 1958 |